# Norrmalmsbron
Norrmalmsbron är en balkbro i betong, som förbinder Skönsbergsvägen med Esplanaden i centrala Sundsvall. Endast bussar och taxi får använda bron som i söder ansluter till Sundsvalls busstation Hållplats Stenstan. Sommartid smyckas bron med blommor på sidorna.